# 奧查德霍姆斯 (蒙大拿州)
奧查德霍姆斯（英語：Orchard Homes）是位於美國蒙大拿州米蘇拉縣的普查規定居民點。

## 人口
根據2020年美國人口普查的數據，奧查德霍姆斯的面積為15.23平方千米，當中陸地面積為14.56平方千米，而水域面積為0.67平方千米。當地共有人口5377人，而人口密度為每平方千米353.05人。